# Леонардо Сесіліо Фернандес
Леонардо Сесіліо Фернандес (ісп. Leonardo Cecilio Fernández, нар. 8 листопада 1998, Монтевідео) — уругвайський футболіст, півзахисник мексиканського клубу «УАНЛ Тигрес».

## Клубна кар'єра
У дорослому футболі дебютував 2014 року виступами за команду «Фенікс» (Монтевідео), в якій провів п'ять років, взявши участь у 90 матчах чемпіонату.
24 червня 2019 року Фернандес перейшов у мексиканський «УАНЛ Тигрес», але відразу ж для отримання ігрової практики був відданий в оренду в чилійський «Універсідад де Чилі», де виступав до кінця року, а першу половину наступного 2020 року провів у клубі «Толука».
У червні 2020 року Фернандес повернувся в «УАНЛ Тигрес» з яким у тому ж році виграв Лігу чемпіонів КОНКАКАФ. Це дозволило футболісту з командою поїхати на клубний чемпіонат світу в Катарі, де Леонардо став з мексиканцями віце-чемпіоном світу, але на поле не виходив. Станом на 12 лютого 2021 року відіграв за монтеррейську команду 15 матчів в національному чемпіонаті.

## Виступи за збірні
У 2015 році у складі юнацької збірної Уругваю (U-17) взяв участь у юнацькому чемпіонаті Південної Америки у Парагваї. На турнірі він зіграв у 5 матчах і посів з командою 5 місце.
2019 року захищав кольори олімпійської збірної Уругваю на Панамериканських іграх в Перу. На турнірі він зіграв у 5 матчах і забив 4 голи, посівши з командою 4 місце.

## Титули і досягнення
- Переможець Ліги чемпіонів КОНКАКАФ (1):

«УАНЛ Тигрес»: 2020
- Переможець Кубка Лібертадорес (1):

«Флуміненсе»: 2023